# Geneva International Film Festival
Geneva International Film Festival (el. GIFF) er en årlig filmfestival i Genève (Schweiz), der blev grundlagt som "Geneva International Film Festival Tous Ecrans" i 1995 og omdøbt i 2017 til Geneva International Film Festival (GIFF).
Hvert år, over 10 dage, byder festivalen på en række oplevelser med fokus på billede, lyd og nye former for formidling. Tilbuddene omfatter visninger, interaktive installationer, VR-workshops, konferencer og liveoptrædener. GIFF omfatter fire priskonkurrencer, en ærespris og fire fokusområder (der ikke indgår i konkurrencerne).
Festivalen er også medarrangør af Beyond Cinema: Swiss Digital Showcase-begivenheden på Filmfestivalen i Cannes og repræsenterer desuden Schweiz på den amerikanske South by Southwest-festival i Austin.
Emmanuel Cuénod var administrerende og kunstnerisk leder af festivalen fra 2013 til 2020, hvorefter Anaïs Emery tog over i januar 2021. 30-års jubilæumsudgaven af Geneva International Film Festival fandt sted i november 2024.

## Fokusområder og prisbelønninger[9]

### Konkurrencer
- International Feature Competition: konkurrence med 10 spillefilm, vinderen får en pris og en pengepræmie på 10.000 CHF.
- International Series Competition: konkurrence med 10 tv-serier, vinderen vinder får en pris og en pengepræmie på 10.000 CHF.
- International Immersive Experience Competition (VR, AR og MR): siden 2016 har "10 oplevelser til fordybelse" konkurreret om prisen Reflet d'Or samt en pengepræmie på 10.000 CHF.
- Future is Sensible Competition: tv-serier, film og oplevelser, der "sætter spørgsmålstegn ved etiske valg og deres indvirkning på fremtiden" konkurrerer om Future is Sensible-prisen og en pengepræmie på 10.000 CHF.

### Hyldester og hæderspriser
- Film & Beyond: en pris for en tværfaglig kunstners livslange præstation. Tidligere vindere omfatter: Apichatpong Weerasethakul (2016), Abel Ferrara (2017), Peter Greenaway (2018), Park Chan-wook (2019), Woodkid (2020), Riad Sattouf (2021), Alexandre Astier (2022) og Jean-Michel Jarre (2023).

### Fokusområder og tilbageblik (uden for konkurrence)
- Højdepunkter: sektion med alle større begivenheder på festivalen.
- Pulsering: en sektion dedikeret til unge og kommende kunstnere.
- Pop-tv: sektion med historien om mediet lineært tv.
- Tales of Swiss Innovation: en særlig støtte og promovering gives til en schweizisk personlighed eller virksomhed (eller iværksætter med domicil i Schweiz), der har bidraget til at fremme den audiovisuelle industri.